# Joane Florvil
Joane Florvil (Juana Méndez, noviembre de 1989-Santiago, 30 de septiembre de 2017) fue una mujer haitiana, que falleció debido a una falla hepática tras un confuso incidente.
Florvil, que había emigrado a Chile en 2016, fue detenida el 30 de agosto de 2017 por supuestamente haber abandonado a su hija de pocos meses de edad. Al no contar con un traductor, Florvil no pudo explicar que habría dejado a su hija mientras trataba de denunciar una estafa que habría sufrido con su pareja. Tras ser detenida en un operativo televisado, Florvil fue trasladada a un centro asistencial debido a su delicado estado de salud, falleciendo un mes después.
Su muerte, que es investigada por la justicia chilena, puso en relieve las dificultades vividas por la inmigración haitiana y el racismo existente en Chile.

## Contexto
Tras oleadas importantes de migrantes entre la conquista española y el siglo XIX, principalmente de origen europeo y de Medio Oriente, Chile fue un país con baja tasa de inmigración producto de los conflictos políticos y económicos de dicho período. Las mejoras económicas registradas a partir de los años 1990 llevaron a un aumento acelerado de la inmigración, preferentemente de países vecinos como Perú, y luego de otros países del continente americano. Entre 2014 y 2017, el número de los ciudadanos extranjeros que vivían en Chile creció en un 232%, alcanzando en 2018 un total de 1 251 225 extranjeros, cerca de un 7% de la población del país.
La inmigración procedente de Haití fue una de las más relevantes durante los años 2010 en Chile. Si en 2002 el número de haitianos en Chile no superaba las 50 personas, y hacia 2013 la cifra alcanzaba las 4000 personas, en 2019 se registraron 179.338 migrantes de dicho origen, convirtiéndolo en el tercer grupo más grande en el país. A diferencia de otros grupos que llegaron en el mismo período, la población haitiana, al ser hablante nativa de creol y tener pocos hablantes del idioma español, enfrentó más problemas para poder integrarse. A lo anterior se sumó que la totalidad de sus miembros son de raza negra, siendo uno de los primeros grupos humanos con dicha característica en establecerse de manera importante en Chile, un país con una población mayoritariamente mestiza entre europeos e indígenas. La mayoría de los inmigrantes haitianos, buscando oportunidades fuera del país más pobre de América, fueron incorporados en condiciones de precariedad laboral e inmigración irregular, convirtiéndose en uno de los grupos de mayor vulnerabilidad social en Chile.
Los factores anteriores favorecieron un ambiente hostil hacia los migrantes haitianos, sufriendo episodios de violencia, acoso y discriminación de carácter racista, incluso contra niños chilenos de padres haitianos.

## Llegada a Chile
Joane Florvil era originaria de la ciudad de Juana Méndez (Wanament) en la zona septentrional de Haití, limítrofe con la República Dominicana. Formaba parte de una familia reconocida en la ciudad y que tenía varios terrenos en el sector de Villa Canari, cerca del centro de Juana Méndez, y tenía una iglesia evangélica llamada "Jesucristo Buen Samaritano", dentro de la cual Joane hacía clases en la escuela dominical. Estaba casada con Silvers Elie, con quien tuvo dos hijos, nacidos entre 2006 y 2013. Algún tiempo después del nacimiento de su hijo, Joane se divorció e inició una relación sentimental con Wilfrid Fidele.
En 2016, Florvil y Fidele decidieron emigrar a Chile. Aunque algunas personas afirman que ambos buscaban una mejor situación económica, su familia en Haití indica que habrían viajado por otros motivos pues tenían una buena calidad de vida en Juana Méndez. Con el apoyo de familiares de Fidele que ya vivían en Chile, la pareja se asentó en la comuna santiaguina de Cerro Navia, en el límite con la comuna de Lo Prado. Durante sus primeros meses, la pareja trabajó en diversos empleos informales. Florvil habría llegado al país ya embarazada y daría a luz a una niña, Wildiana, el 10 de julio de 2017.

## Detención

Ubicación de Lo Prado dentro del Gran Santiago.

El 29 de agosto, Florvil fue con su hija a un centro de salud local para una revisión médica. Al volver a su casa, fue interceptada por un hombre que le habría indicado que en la Oficina de Protección de Derechos de la Infancia (OPD) de la Municipalidad de Lo Prado necesitaban trabajadores que pudieran cortar el césped. Ante la propuesta, Florvil fue a su casa para comunicar la oferta. Al llegar a la OPD, el hombre que les ofreció el trabajo les pidió a Fidele y un amigo haitiano que se cambiaran ropa; al salir del baño, sus pertenencias habían sido robadas por el mismo hombre que les había ofrecido el trabajo, aprovechándose de la desesperación de los inmigrantes para conseguir un empleo. Entre las pertenencias habrían estado el pasaporte de Fidele y los documentos de identidad de la pequeña Wildiana. Fidele y su amigo fueron a la comisaría de Carabineros de Chile a presentar una denuncia por robo, la que no fue ingresada por la unidad policial.
Al día siguiente, cerca de las 5 de la tarde, Joane Florvil fue a la Oficina de Protección de Derechos de la Infancia a reclamar por la situación vivida por su pareja. Sin embargo, ninguno de los funcionarios municipales logró comunicarse con ella pues nadie hablaba creol y Florvil apenas manejaba algunas palabras básicas de español. Dado que no lograba comunicarse, Florvil encargó a su hija Wildiana al guardia municipal mientras ella fue a buscar alguien que pudiera traducirle. El acto, sin embargo, fue interpretado por funcionarios de la Oficina como abandono de su hija y presentaron una denuncia. Un par de funcionarios municipales siguió a Florvil hasta su hogar, pero nunca intentaron contactarla para preguntarle sobre la situación. La municipalidad negó que Florvil haya dejado su hija a cargo del guardia y argumentó que, tras desaparecer por 45 minutos, activaron un protocolo de emergencia.
En la noche del 30 de agosto, Joane Florvil fue detenida en su hogar por supuestamente haber abandonado a su hija, siendo esposada y trasladada inicialmente a la 44.ª Comisaría de Lo Prado y luego a la 48.ª Comisaría de Familia e Infancia, en el centro de Santiago. La detención de Joane Florvil fue captada por diversos medios de comunicación y la imagen de su rostro con lágrimas fue publicada en los principales programas de noticias del país. Su hija Wildiana fue traslada a un centro de salud familiar (Cesfam) Santa Anita y, tras certificar su buen estado de salud, fue trasladada a las dependencias del Servicio Nacional de Menores (Sename).
Joane Florvil no pudo declarar respecto a su arresto hasta varias horas después, ya que no se le otorgó un intérprete que hablara su idioma. Según Carabineros, no existía protocolos respecto al uso de traductores ante detenciones.

## Muerte

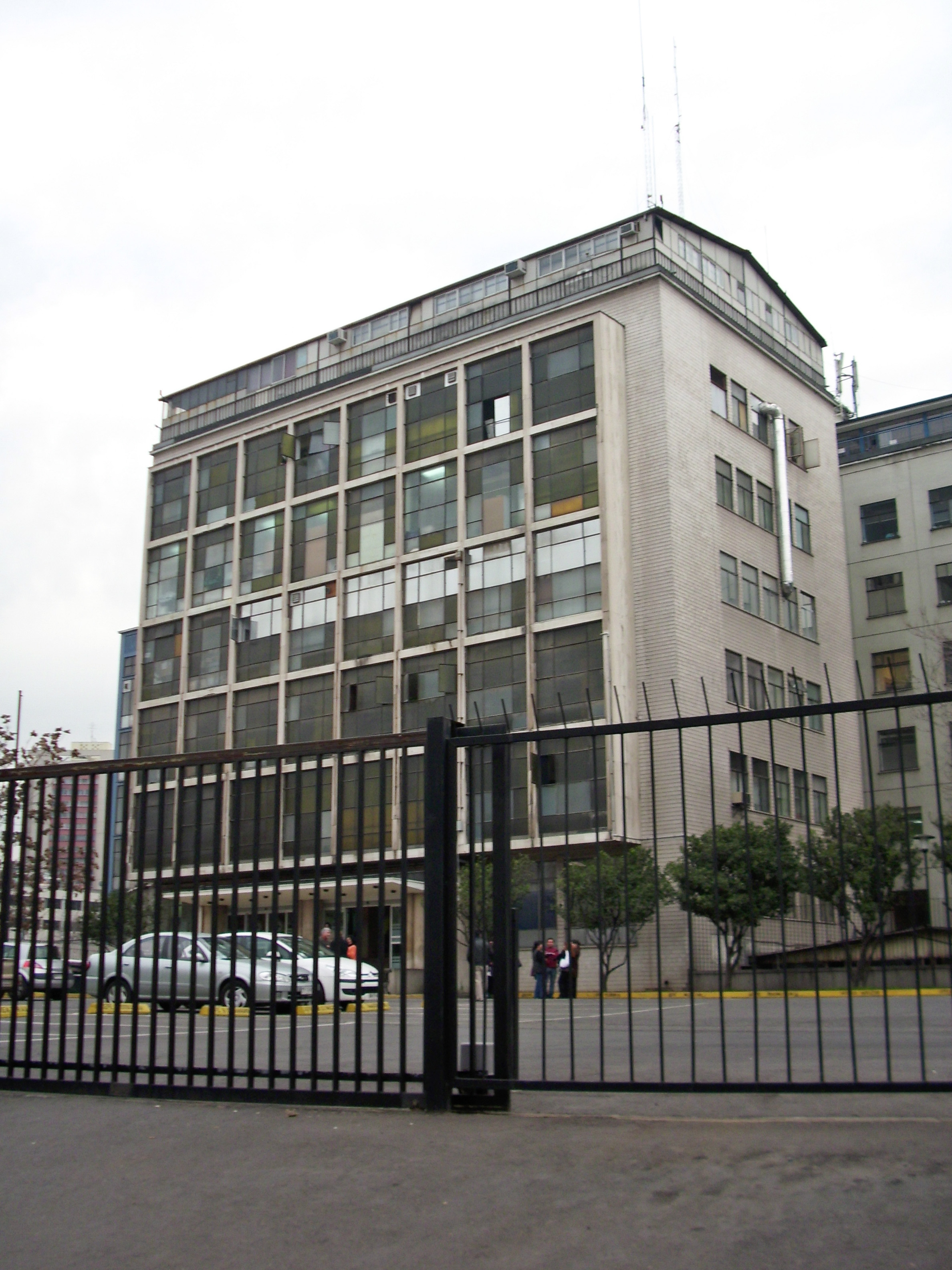
El Hospital de Urgencia Asistencia Pública (Posta Central), lugar al que fue derivada inicialmente Joane Florvil.

De acuerdo a la declaración de Carabineros, algunos minutos antes de la medianoche, Joane Florvil se habría desesperado ante la situación que vivía y la ausencia de su hija. En ese momento, Florvil se habría dado cabezazos contra el muro de su celda, siendo trasladada a la Posta Central a la medianoche del 31 de agosto.
Los cercanos de Florvil pudieron encontrar su ubicación cerca del mediodía del 31 de agosto, pues Carabineros no les proveyó información al respecto. Allí, el personal médico comunicó que la joven habría sufrido un cuadro epiléptico, algo que extrañó a su familia pues Joane no habría presentado síntomas previos. Además, tras una falla hepática, fue trasladada a la Unidad de Cuidados Intensivos (UCI) donde se mantuvo hasta el 4 de septiembre.
Tras salir de la UCI, Joane Florvil pudo ser visitada por su pareja Wilfrid Fidele y algunos amigos. En los días posteriores, la situación de salud de Florvil iba mejorando, pero su ánimo iba en sentido contrario, entrando en un cuadro depresivo debido a la situación de su hija que se mantenía en la Casa Nacional del Niño del Sename por orden del Juzgado de Familia de Pudahuel. El personal de Sename impidió incluso que Fidele pudiera fotografiar a Wildiana para mostrarle a Florvil que su hija se encontraba en buen estado.
Joane Florvil no alcanzó a ser formalizada debido a su estado de salud y la Defensoría Penal Pública logró que quedara en libertad, sin necesidad de ser custodiada por gendarmes como había solicitado el Ministerio Público.
A mediados de septiembre, Fidele pudo recuperar sus documentos robados e iniciar los trámites para recuperar la custodia de la menor. El 27 de septiembre, sin embargo, el Juzgado determinó que la niña se mantuviera bajo el cuidado del Sename. Ese mismo día, Joane Florvil sufrió una hepatitis fulminante y fue ingresada nuevamente a la UCI. Los problemas de comunicación por la barrera idiomática habrían continuado y los medicamentos que habría comprado Fidele no habrían sido suministrados correctamente por el personal clínico. El 29 de septiembre fue trasladada al cercano Hospital Clínico de la Universidad Católica, donde habría llegado ya con muerte cerebral, siendo removida de la lista nacional de trasplantes, donde había sido incluida algunos días antes.
A las 7:15 del 30 de septiembre falleció Joane Florvil a la edad de 27 años. Al día siguiente se organizó una velatón en la Plaza de Armas de Santiago en su memoria, la que contó con la participación de un centenar de personas.

## Repatriación
La familia de Joane Florvil llegó a Santiago en la primera semana de octubre, luego que el huracán María impidiera su viaje durante los últimos días de hospitalización. Al llegar al país, iniciaron los trámites para el traslado del cuerpo a Haití y se reunieron con el fiscal nacional Jorge Abbott y las diferentes organizaciones de derechos humanos que apoyaron a Joane y su entorno. Tras la reunión, el fiscal Abbot indicó que se realizarían investigaciones internas para determinar responsabilidades en el caso de Joane Florvil y reconoció que el sistema “no fue capaz de comprender, probablemente, la cultura haitiana. No tuvo la capacidad tampoco de poder comprender su idioma”. La vocera del gobierno chileno, Paula Narváez, lamentó el fallecimiento y reafirmó que se realizarían investigaciones internas.
El 10 de octubre, la solicitud presentada por Realyno Florvil, hermano de Joane, fue rechazada por el Servicio Médico Legal pues los documentos que acreditaban el parentesco no estaban en español. Luego de que los documentos fueron traducidos, la solicitud fue rechazada nuevamente pues la Fiscalía había determinado que era Wilfrid Fidele (en su calidad de conviviente de hecho) y no la familia quien tenía la prioridad para retirar el cuerpo, lo que llevó a una disputa entre los cercanos de Joane respecto a si debía ser enterrada en Chile o en Haití. En los meses posteriores, la familia Florvil perdió el financiamiento inicialmente otorgado por una ONG para trasladar el cuerpo de Joane a Haití mientras Fidele no tenía tampoco el dinero para enterrarla en Chile, lo que llevó a que el cuerpo se mantuviera resguardado por el Servicio Médico Legal hasta mediados de 2018.
En abril de 2018, la Organización Internacional para las Migraciones (dependiente de las Naciones Unidas) confirmó que había logrado financiamiento para el traslado del cuerpo de Joane Florvil. A fines de ese mes, representantes de la familia y la OIM se reunieron con funcionarios del Ministerio del Interior y la Subsecretaría de Derechos Humanos para coordinar la entrega los restos fúnebres. Pese a sus intenciones de realizar un acto exigiendo justicia, la familia aceptó realizar una ceremonia menor sin connotaciones políticas con el fin de acelerar los trámites en la repatriación. El 4 de mayo, Wilfrid Fidele reconoció el cuerpo de Joane Florvil en el Servicio Médico Legal y pudo retirarlo para luego permitir su traslado a Puerto Príncipe el día 8 de mayo y luego a su ciudad natal de Juana Méndez.
Si bien en Chile se realizó una ceremonia discreta, el acto fúnebre en Juana Méndez contó con más de 300 participantes. El ataúd fue cubierto con una bandera chilena y contó con la participación de varios miembros de su iglesia y políticos locales. En la ceremonia, un conjunto de oradores, incluyendo a su hermano Realyno, manifestaron su repudio por la situación vivida por Joane y el tratamiento de las autoridades chilenas en el caso.

¿Por qué le pasó esto a mi familia? Hasta su cuerpo fue discriminado. El gobierno de Chile debe explicarnos. La policía está para protegernos, no para destruir la vida de una joven. Los chilenos deben entender que no todos los haitianos que van allá son pobres.
Rodlin Joseph, activista haitiano.

## Juicio
El juicio sobre el supuesto abandono de su hija por parte de Joane Florvil fue sobreseído el 22 de noviembre de 2017 al determinarse la inexistencia de delitos. El proceso continuó, pese a la muerte de Florvil, a petición de la Defensoría Penal Pública como forma de limpiar el nombre de la fallecida y a que la fiscal Paula Rojas habría insistido en que Florvil habría cometido un delito. En cuanto a la tuición de su hija, el Juzgado de Familia de Pudahuel levantó la medida cautelar el 5 de noviembre al determinar que no existió abandono ni vulneración de derechos de la niña, por lo que Wilfrid Fidele pudo recuperar a su hija ese mismo día.
Producto de las irregularidades en el caso de Joane Florvil, la Comisión de Derechos Humanos de la Cámara de Diputados estableció una comisión investigadora. En la comisión, el Instituto Nacional de Derechos Humanos manifestó su preocupación por la presencia de casos de discriminación vividos por Florvil e insistió en la necesidad de avanzar en cambios culturales y capacitaciones respecto al tema de integración de comunidades migrantes. En dicha instancia, el director de la Posta Central, Sergio Sánchez, manifestó que las heridas con las que llegó Joane Florvil a la institución de salud podrían haber sido cometidas por otras personas según el testimonio de un médico del hospital que habló con la afectada. Tiempo después, Sánchez descarta dicha hipótesis tras hablar con Jean Telo Nöel, médico haitiano que sirvió de intérprete a Florvil, indicándole que estaba equivocado.
En mayo de 2020, la Corte Suprema de Chile condenó a la municipalidad de Lo Prado por «discriminación arbitraria» en el caso de Joane Florvil y la estableció una multa de 5 UTM (aprox. 320 USD) a beneficio fiscal y la obligación de realizar capacitaciones a sus funcionarios respecto a la atención de ciudadanos extranjeros que concurran a sus dependencias.

## Impacto
El caso de Joane Florvil es considerado uno de los más visibles respecto a los problemas que enfrentan los migrantes, en especial los de raza negra y de origen haitiano, en Chile. La sucesión de errores, irregularidades y negligencias han sido calificados por organizaciones de migrantes como un reflejo del racismo institucional y estructural existente en el país.
Debido al simbolismo del caso, los funcionarios del recién asumido gobierno de Sebastián Piñera se opusieron a la idea inicial de la familia de organizar, previo a la repatriación de su cuerpo, una ceremonia ecuménica para pedir justicia y reparación, pues podría transformarse en un «catalizador para el descontento de los migrantes» en Chile y que incluso podía generar una revuelta.
En los años posteriores, otros casos de discriminación y negligencias a la comunidad haitiana se hicieron públicas, como la muerte de Monise Joseph, Rebeka Pierre y Joseph Henry, quienes fallecieron luego que diversas instituciones rechazaran entregarle asistencia médica.
En 2018, el cantante chileno Gepe publicó el tema Joane en su álbum Folclor Imaginario, basado en la historia de Joane. La historia también fue retratada en la obra de teatro Almas negras de la directora Claudia Fernández.

## En la ficción
- En 2022, Televisión Nacional de Chile (TVN) estrenó la serie La vida de nosotras, que contó un capítulo sobre la historia de Joane Florvil.[33][34] La serie recibió una nominación a Mejor serie de cortometraje en los Premios Emmy Internacional.[35]